# 1. ŽNL Koprivničko-križevačka 2016./17.
Ovaj članak je podtema članka: 5. rang HNL-a 2016./17.

1. ŽNL Koprivničko-križevačka je predstavljala prvi stupanj županijske lige u Koprivničko-križevačkoj županiji,  te ligu petog stupnja hrvatskog nogometnog prvenstva u sezoni 2016./17. 
 
Sudjelovalo je 14 klubova, a prvak je bio "Tomislav" iz Drnja. 

## Sustav natjecanja
14 klubova je igralo dvokružnu ligu (26 kola). 

## Ljestvica
| mj. | klub                      | ut. | pob. | ner. | por. | gol+ | gol- | bod |
| --- | ------------------------- | --- | ---- | ---- | ---- | ---- | ---- | --- |
| 1.  | Tomislav Drnje            | 26  | 20   | 6    | 0    | 82   | 19   | 66  |
| 2.  | Borac Imbriovec           | 26  | 18   | 2    | 6    | 73   | 31   | 56  |
| 3.  | Mladost Kloštar Podravski | 26  | 18   | 1    | 7    | 57   | 33   | 55  |
| 4.  | Graničar Legrad           | 26  | 13   | 7    | 6    | 44   | 28   | 46  |
| 5.  | Osvit Đelekovec           | 26  | 14   | 4    | 8    | 51   | 38   | 46  |
| 6.  | Sloga Koprivnički Ivanec  | 26  | 11   | 3    | 12   | 53   | 49   | 36  |
| 7.  | Mladost Molve             | 26  | 11   | 2    | 13   | 46   | 51   | 35  |
| 8.  | Kalinovac                 | 26  | 9    | 4    | 13   | 40   | 51   | 31  |
| 9.  | Bratstvo Kunovec          | 26  | 9    | 2    | 15   | 39   | 58   | 29  |
| 10. | Tomislav Sveti Ivan Žabno | 26  | 7    | 7    | 12   | 40   | 43   | 28  |
| 11. | Drava Novigrad Podravski  | 26  | 8    | 3    | 15   | 40   | 67   | 27  |
| 12. | Prekodravac Ždala         | 26  | 7    | 5    | 14   | 37   | 55   | 26  |
| 13. | Panonija Peteranec        | 26  | 7    | 5    | 14   | 33   | 57   | 26  |
| 14. | Fugaplast Gola            | 26  | 4    | 1    | 21   | 24   | 79   | 13  |

## Rezultatska križaljka
| kratica | klub                      | BOR | BRA | DRA | FUG | GRA | KAL | MLAKP | MLAM | OSV | SLO | PAN | PRE | TOMD | TOMSIŽ |
| --- | ------------------------- | --- | --- | --- | --- | --- | --- | ----- | ---- | --- | --- | --- | --- | ---- | ------ |
| BOR | Borac Imbriovec           |     |     |     |     |     |     |       |      |     |     |     |     |      |        |
| BRA | Bratstvo Kunovec          |     |     |     |     |     |     |       |      |     |     |     |     |      |        |
| DRA | Drava Novigrad Podravski  |     |     |     |     |     |     |       |      |     |     |     |     |      |        |
| FUG | Fugaplast Gola            |     |     |     |     |     |     |       |      |     |     |     |     |      |        |
| GRA | Graničar Legrad           |     |     |     |     |     |     |       |      |     |     |     |     |      |        |
| KAL | Kalinovac                 |     |     |     |     |     |     |       |      |     |     |     |     |      |        |
| MLAKP | Mladost Kloštar Podravski |     |     |     |     |     |     |       |      |     |     |     |     |      |        |
| MLAM | Mladost Molve             |     |     |     |     |     |     |       |      |     |     |     |     |      |        |
| OSV | Osvit Đelekovec           |     |     |     |     |     |     |       |      |     |     |     |     |      |        |
| SLO | Sloga Koprivnički Ivanec  |     |     |     |     |     |     |       |      |     |     |     |     |      |        |
| PAN | Panonija Peteranec        |     |     |     |     |     |     |       |      |     |     |     |     |      |        |
| PRE | Prekodravac Ždala         |     |     |     |     |     |     |       |      |     |     |     |     |      |        |
| TOMD | Tomislav Drnje            |     |     |     |     |     |     |       |      |     |     |     |     |      |        |
| TOMSIŽ | Tomislav Sveti Ivan Žabno |     |     |     |     |     |     |       |      |     |     |     |     |      |        |
| |                           |     |     |     |     |     |     |       |      |     |     |     |     |      |        |
| podebljan rezultat - utakmice od 1. do 13. kola (1. utakmica između klubova) rezultat normalne debljine - utakmice od 14. do 26. kola (2. utakmica između klubova) rezultat nakošen - nije vidljiv redoslijed odigravanja međusobnih utakmica iz dostupnih izvora rezultat smanjen * - iz dostupnih izvora nije uočljiv domaćin susreta prekrižen rezultat - poništena ili brisana utakmica p - utakmica prekinuta 3:0 p.f. / 0:3 p.f. - rezultat 3:0 bez borbe n.i. - nije igrano |                           |     |     |     |     |     |     |       |      |     |     |     |     |      |        |

 Izvori:

## Unutarnje poveznice
- 1. ŽNL Koprivničko-križevačka
- 2. ŽNL Koprivničko-križevačka 2016./17.
- 3. ŽNL Koprivničko-križevačka 2016./17.

## Vanjske poveznice
- ns-kckz.hr, Nogometni savez Koprivničko-križevačke županije